# Ficus funiculosa
Ficus funiculosa es una especie de planta del género Ficus, perteneciente a la familia Moraceae. Crece hasta tener 25 metros (82,0 pies).

## Taxonomía
Ficus funiculosa fue descrita por Edred John Henry Corner en 1960.

## Distribución
Se encuentra en el territorio del archipiélago Bismarck, islas Molucas y Nueva Guinea.